# Петар II Куртене
Петар II Куртене или Петар Куртенејски (? — 1219) био је латински цар од 1216. до 1219. године. У време смрти свог претходника, латинског цара Хенрика Фландријског, Петар се није налазио у Цариграду, пошто је боравио на својим поседима у Францукој, те је стога изабран у одсуству (1216), након чега је крунисан у Риму (1217). На путу од Драча за Цариград био је заробљен од стране епирског владара Теодора. Преговори о његовом ослобађању нису уродили пплодом. Умро је у заточеништву (1219), тако да никада није преузео царску власт у Цариграду.

## Биографија
Отац Петра II Куртена био је француски краљевић Петар I Куртене (умро 1183. године), син краља Луја VI. Мајка Петра II била је Елизабета од Куртенеа (фр. Courtenay), наследница великог властелинства по којем је потом прозван и Петров огранак династије Капета, који је познат као капетинска династија Куртене.
Петар II је учествовао у Трећем крсташком рату (1189—1193), борећи се уз француског краља Филипа II Августа. Потом је 1209. године учетвовао у крсташком рату против Катара, одакле се вратио 1211. године, после опсаде Лаваура. Године 1214. учествовао је у бици код Бувина.
Петар II се оженио Јоландом Фландријском, сестром латинских царева Балдуина I (1204-1205) и Хенрика I (1206-1216), који нису имали мушких потомака. Након Хенрикове смрти 11. јуна 1216. године, латински великаши у Цариграду изабрали су Петра за новог цара. У то време, Петар и Јоланда су још увек боравили у Француској, одакле су кренули на исток. По доласку у Рим, Петар и Јоланда су 9. априла 1217. године крунисани од стране папе Хонорија III.
Већ за време боравка у Риму, Петар је као новокрунисани латински цар почео да доноси одлуке које су се односие на уређење спорних питања у појединим крсташким државама, те је тако подржао Вилијама Монфератског, сина покојног солунског краља Бонифација Монфератског (1204-1207) у његовом настојању да оствари краљевска права наспрам млађег полубарта, тадашњег солунског краља Димитрија Мофератског (1207-1224).
У намери да током путовања из Италије ка Цариграду лично посете што више крсташких територија, Патар и Јоланда су одлучили да путују одвојено, тако да се Петар одлучио за копнени пут од Драча, преко Солуна, до Цариграда, док се Јоланда определила за поморски пут, како би успут посетила крсташке вазале у јужним грчким областима.
На захтев млетачког дужда Пјетра Зјанија (1205-1229), цар Петар је пристао да на путу из Италије ка истоку опседне Драч, пошто је тај град нешто раније од Млечана преотео еписрки владар Теодор. Желећи да избегне опсаду, Теодор је привидно признао врховна права новог латинског цара, али када је Петар копненим путем наставио пут ка Солуну, Теодор га је већ код Шкумбе заробио.
У међувремену, царица Јоланда је стигавши у Цариград преузела регентство, које током наредних година наставила да врши у име заточеног супруга. Упркос преговорима који су уследили, до ослобађања није дошло, тако да је Петар након две године умро у заточеништву. Недуго потом, породила се сумња да је био убијен. Његова смрт је довела до нових заплета у Цариграду и даљег слабљења Латинског царства, што су потом искористили Грци, Срби и Бугари.

## Породично стабло
|  |                          |  |  |  |  |  |  |  |  |  |  |  |  |  |  |  |
|  | 8. Филип I Француски     |  |  |  |  |  |  |  |  |  |  |  |  |  |  |  |
|  |                          |  |  |  |  |  |  |  |  |  |  |  |  |  |  |  |
|  |                          |  |  |  |  |  |  |  |  |  |  |  |  |  |  |  |
|  | 4. Луј VI Француски      |  |  |  |  |  |  |  |  |  |  |  |  |  |  |  |
|  |                          |  |  |  |  |  |  |  |  |  |  |  |  |  |  |  |
|  |                          |  |  |  |  |  |  |  |  |  |  |  |  |  |  |  |
|  | 9. Берта од Холандије    |  |  |  |  |  |  |  |  |  |  |  |  |  |  |  |
|  |                          |  |  |  |  |  |  |  |  |  |  |  |  |  |  |  |
|  |                          |  |  |  |  |  |  |  |  |  |  |  |  |  |  |  |
|  | 2. Петар I Куртене       |  |  |  |  |  |  |  |  |  |  |  |  |  |  |  |
|  |                          |  |  |  |  |  |  |  |  |  |  |  |  |  |  |  |
|  |                          |  |  |  |  |  |  |  |  |  |  |  |  |  |  |  |
|  | 10. Хумберт II од Савоје |  |  |  |  |  |  |  |  |  |  |  |  |  |  |  |
|  |                          |  |  |  |  |  |  |  |  |  |  |  |  |  |  |  |
|  |                          |  |  |  |  |  |  |  |  |  |  |  |  |  |  |  |
|  | 5. Аделаида од Савоје    |  |  |  |  |  |  |  |  |  |  |  |  |  |  |  |
|  |                          |  |  |  |  |  |  |  |  |  |  |  |  |  |  |  |
|  |                          |  |  |  |  |  |  |  |  |  |  |  |  |  |  |  |
|  | 11. Гизела од Бургундије |  |  |  |  |  |  |  |  |  |  |  |  |  |  |  |
|  |                          |  |  |  |  |  |  |  |  |  |  |  |  |  |  |  |
|  |                          |  |  |  |  |  |  |  |  |  |  |  |  |  |  |  |
|  | 1. Петар II Куртене      |  |  |  |  |  |  |  |  |  |  |  |  |  |  |  |
|  |                          |  |  |  |  |  |  |  |  |  |  |  |  |  |  |  |
|  |                          |  |  |  |  |  |  |  |  |  |  |  |  |  |  |  |
|  | 6. Рено Куртене          |  |  |  |  |  |  |  |  |  |  |  |  |  |  |  |
|  |                          |  |  |  |  |  |  |  |  |  |  |  |  |  |  |  |
|  |                          |  |  |  |  |  |  |  |  |  |  |  |  |  |  |  |
|  | 3. Елизабета Куртене     |  |  |  |  |  |  |  |  |  |  |  |  |  |  |  |
|  |                          |  |  |  |  |  |  |  |  |  |  |  |  |  |  |  |
|  |                          |  |  |  |  |  |  |  |  |  |  |  |  |  |  |  |
|  | 7. Хависа од Доњона      |  |  |  |  |  |  |  |  |  |  |  |  |  |  |  |
|  |                          |  |  |  |  |  |  |  |  |  |  |  |  |  |  |  |
|  |                          |  |  |  |  |  |  |  |  |  |  |  |  |  |  |  |